# SN 2007kf
SN 2007kf – supernowa typu Ia odkryta 22 września 2007 roku w galaktyce A173131+6918. W momencie odkrycia miała maksymalną jasność 17,00m.